# Enzo G. Castellari
Enzo G. Castellari (n. 29 iulie 1938, Roma, Regatul Italiei)  este un regizor italian, actor și scenarist.

## Filmografie

### Ca regizor
- 1966 Pochi dollari per Django (co-regie cu León Klimovsky nemenționat)
- 1967 7 winchester per un massacro
- 1967 Vado... l'ammazzo e torno
- 1968 Quella sporca storia nel west
- 1968 Cei trei care au speriat vestul (I tre che sconvolsero il West (Vado, vedo e sparo))
- 1968 Ammazzali tutti e torna solo
- 1969 La battaglia d'Inghilterra
- 1971 Gli occhi freddi della paura
- 1972 Ettore lo fusto
- 1972 Tedeum
- 1973 Poliția acuză, legea achită (La polizia incrimina, la legge assolve)
- 1974 Legea străzii (Il cittadino si ribella)
- 1975 Pentru un pumn de... ceapă (Cipolla Colt)
- 1976 Le avventure e gli amori di Scaramouche
- 1976 Il grande racket
- 1976 Keoma
- 1977 Strada drogurilor (La via della droga)
- 1977 Acel blestemat tren blindat (Quel maledetto treno blindato)
- 1979 Sensività
- 1979 Il cacciatore di squali
- 1980 Il giorno del Cobra
- 1981 L'ultimo squalo
- 1982 1990: I guerrieri del Bronx
- 1983 I nuovi barbari
- 1983 Fuga dal Bronx
- 1984 Tuareg - Il guerriero del deserto
- 1985 Colpi di luce
- 1987 Hammer
- 1989 Sinbad of the Seven Seas
- 1993 Jonathan, fiul urșilor (Jonathan degli orsi)
- 1996 Întoarcerea lui Sandokan
- 1997 Deșertul de foc
- 2000 Înscenarea (Gioco a incastro)
- 2010 Caribbean Basterds

### Ca actor
- 1960 Un canto nel deserto, regia Marino Girolami
- 1983 The Winds of War, regia  Dan Curtis
- 1986 Cobra Mission, regia  Fabrizio De Angelis
- 2005 Piano 17, regia   Manetti Bros – Cameo
- 2009 Inglourious Basterds, regia  Quentin Tarantino – Cameo
- 2012 Shuna The Legend, regia  Emiliano Ferrera – Cameo
- 2013 Nero infinito, regia  Giorgio Bruno
- 2014 Violent Shit, regia  Luigi Pastore – Cameo

## Legături externe
- Enzo G. Castellari la Internet Movie Database
- Enzo G.Castellari-biography on (re)Search my Trash
- Castellari: Action Italian Style tribute publication dedicated to Enzo G. Castellari and his films
- https://www.cinemagia.ro/actori/enzo-g-castellari-16193/